# Новая волна (песня)
«Новая волна» — песня российского диджея DJ Smash и российского рэп-исполнителя Моргенштерна, выпущенная 2 апреля 2021 года на лейблах Shirman, Morgenshtern и Mansion. Песня является новой версией сингла 2008 года DJ Smash «Волна».

## История
В 2008 году DJ Smash выпускает музыкальный сингл и видеоклип «Волна» при участии Fast Food и Людмилы Соколовой. 2 апреля 2021 года вышла новая версия песни и музыкальное видео совместно с Моргенштерном «Новая волна». «Я рос на этой Волне, а теперь вы будете расти на Новой Волне», написал Моргенштерн в Instagram.

## Музыкальное видео
Музыкальное видео вышло в день выхода сингла 2 апреля 2021 года, режиссёром которого выступил Александр Романов. В нём DJ Smash появляется в образе католического священника, а Алишер — в образе Папы Римского. По сюжету клипа на землю летит метеорит, ожидается конец света, поэтому люди собираются в церкви, чтобы оторваться в последний раз.
6 апреля 2021 года депутат государственной думы от КПРФ, председатель комитета Госдумы по развитию гражданского общества, вопросам общественных и религиозных объединений Сергей Гаврилов подал жалобу в прокуратуру на музыкальный видеоклип на экстремизм, также жалоба была подана в Роскомнадзор с требованием заблокировать видеоклип.
Текст песни можно опустить — с трудом спишем на свободу творчества. Но зачем устраивать танцы в храме, непонятно. Дата выхода клипа "случайно" выпала на канун католической Пасхи. Несмотря на заверения авторов в том, что видео не имеет цели оскорбить чувства верующих и имеет развлекательный характер, сделано это было намеренно, и оскорбить верующих людей, по моему мнению, все-таки удалосьдепутат Госдумы Сергей Гаврилов
Прокуратура направила видео на психолингвистическую экспертизу для проведения проверки на оскорбление чувств верующих. «В рамках проверки, проведённой ЦПЭ [Центром по противодействию экстремизму] ГУ МВД России по городу Москве, указанный информационный материал направлен в ГБУ города Москвы „МИЦ“ для проведения психолого-лингвистического исследования, результаты которого ожидаются не ранее IV квартала 2021 года», говорится в письме прокуратуры в ответ на жалобу в ведомство за подписью и. о. прокурора столицы Сергея Савенкова.
Видеоклип подвергся критике со стороны Русской православной церкви:
Мне кажется, что творчество Моргенштерна и так достаточно провокационно, и переносить эпатаж в стены воображаемых храмов, в том числе и католических — это слишком. К сожалению, вызов культуре, принятый как творческое амплуа, закономерно заканчивается попытками издевательств над святынями. Святынями любых религий, что должно быть очевидно и для верующих, и для религиозных лидеров всех традиционных общин нашей страны. Наркотики, разврат, жажда наживы, гордыня, воспринимаемые как смысл жизни, одинаково губительны для души православного, мусульманина, иудея и буддистазамглавы Синодального отдела Московского Патриархата по взаимоотношениям Церкви с обществом и СМИ Вахтанг Кипшидз
Адвокат Алишера Моргенштерна Сергей Жорин прокомментировал обвинения в сторону музыкального видео, клип никак не может оскорбить чувства верующих, поскольку все события в нём вымышленные, а реквизит — всего лишь бутафория.
Авторы исследуемого видеоклипа в самом начале видеоряда сделали оговорку: «Данное видео не имеет цели оскорбить кого-либо, в том числе чувства верующих, и имеет развлекательный характер. Все персонажи вымышлены и действия происходят в параллельной вселенной». Факт оговорки подтверждает отсутствие умысла у авторов на осквернение религиозных символов, более того, подчеркивает развлекательный характер и вымышленность образов артистов
По словам Сергея Жорина, видеоклип снимался в съёмочном павильоне с использованием компьютерной графики с творческой индивидуальной разработкой, а название места, где происходят события в рассматриваемом видеоклипе, указано следующее: Cathedral st. Filorenella. «В мире не существует храма с таким наименованием, что только лишь опровергает доводы депутата. Видеоклип также не содержит демонстрации христианских крестов и католических сутан, поскольку совокупность предметов, встречающихся в видео, является ничем иным как съемочным реквизитом, а именно: бутафорией (муляж, специально изготавливаемые предметы, употребляемые в театральных спектаклях)», пояснил юрист.
10 декабря 2024 года Колпинский районный суд Санкт-Петербурга запретил к распространению на территории России видеоклип. «В клипе прослеживается неуважение к обрядам и правилам церкви, демонстрируются сцены сексуального характера в стенах храма, тем самым искажается представление несовершеннолетних о ценностях религии. Возникают опасения, что, глядя на это творчество, у подростков не будет адекватного формирования системы ценностей с такими понятиями, как уважение и толерантное отношение к людям, гуманизм, милосердие», — сообщили в пресс-службе петербургских судов. Роскомнадзор возражал против удовлетворения иска «по техническим причинам». Специалисты обнаружили в видеоклипе признаки идеологии АУЕ и ЛГБТ.

## Чарты

### Ежедневные чарты
| Чарт (2021)            | Высшая позиция |
| ---------------------- | -------------- |
| Россия (Spotify)       | 1              |
| Россия (YouTube Music) | 2              |
| Мир (ВКонтакте)        | 3              |
| Россия (Топ чарт)      | 10             |

### Еженедельные чарты
| Чарт (2021)            | Высшая позиция |
| ---------------------- | -------------- |
| Россия (Apple Music)   | 4              |
| Россия (Русский чарт)  | 3              |
| Россия (Spotify Hits)  | 2              |
| Украина (Spotify Hits) | 2              |
| Россия (YouTube Hits)  | 1              |
| Украина (YouTube Hits) | 1              |

### Ежемесячные чарты
| Чарт (2021)            | Высшая позиция |
| ---------------------- | -------------- |
| Россия (Spotify Hits)  | 5              |
| Украина (Spotify Hits) | 4              |
| Россия (YouTube Hits)  | 3              |
| Украина (YouTube Hits) | 2              |

### Годовые чарты
| Чарт (2021)            | Высшая позиция |
| ---------------------- | -------------- |
| Россия (Spotify Hits)  | 155            |
| Украина (Spotify Hits) | 146            |
| Россия (YouTube Hits)  | 24             |
| Украина (YouTube Hits) | 30             |